# Crisólita
Crisólita es un municipio brasileño del estado de Minas Gerais. Su población estimada en 2004 era de 5.395 habitantes.